# Saison 2 de Ghost Whisperer
Chronologie
Saison 1 Saison 3
Cet article présente le guide des épisodes de la deuxième saison de la série télévisée américaine Ghost Whisperer.

## Distribution de la saison

### Acteurs principaux
- Jennifer Love Hewitt (VF : Sophie Arthuys) : Melinda Gordon
- David Conrad (VF : Alexis Victor) : Jim Clancy
- Camryn Manheim (VF : Josiane Pinson) : Delia Banks (dès l'épisode 2 de la saison 2)

### Acteurs récurrents et invités
- Jay Mohr (VF : Michel Mella) : le professeur Rick Payne (14 épisodes)
- Tyler Patrick Jones (VF : Gwenaël Sommier) : Ned Banks (8 épisodes)
- Thomas F. Wilson (VF : Jean-Jacques Nervest) : Tim Flaherty (5 épisodes)
- Aisha Tyler (VF : Julie Dumas) : Andrea Moreno (épisode 1)
- Dondre Whitfield (en) (VF : Serge Faliu) : Mitch Moreno (épisode 1)
- Anthony Russell (VF : Roger Carel) : Pete (épisode 1)
- Michael Landes (VF : Cédric Dumond) : Kyle McCall (épisodes 1 et 2)
- Greg Cipes (VF : Alexis Tomassian) : Jamey Barton (épisode 2)
- Lacey Chabert : Donna Ellis (épisode 2)
- Judith Hoag (VF : Véronique Soufflet) : Angela Morrison (épisode 3)
- Nick Chinlund (VF : Guy Chapellier) : Frank Morrison (épisode 3)
- Miles Heizer : Jake Morrison (épisode 3)
- Tamala Jones (VF : Vanina Pradier) : Amy Wright (épisode 3)
- Kevin Weisman (VF : José Luccioni) : Dennis Hightower (épisode 4)
- David Paymer (VF : Gilbert Lévy) : Adam Godfrey (épisode 5)
- Wendy Makkena (VF : Véronique Augereau) : Jean Godfrey (épisode 5)
- Marco Sanchez (VF : Axel Kiener) : Freddy Diaz (épisodes 6 et 8)
- Lindy Booth (VF : Edwige Lemoine) : Lane Fowler (épisode 7)
- Robert Curtis Brown : Brad Fowler (épisode 7)
- Bess Wohl (VF : Virginie Ledieu) : Anna Fowler (épisode 7)
- JC Chasez : Samson (épisode 9)
- Neil Hopkins (VF : Adrien Antoine) : Brandon Roth (épisode 9)
- John Paul Pitoc (pl) (VF : Vincent Ropion) : Jared (épisodes 9 et 20)
- Max Adler (VF : Christophe Lemoine) : Craig (épisode 10)
- Mehcad Brooks (VF : Adrien Antoine) : Justin Cotter (épisode 10)
- Vernee Watson-Johnson : Traci Cotter (épisode 10)
- Christopher Wiehl (VF : David Krüger) : Matt Vonner (épisode 10)
- Julie Ann Emery (VF : Véronique Desmadryl) : Dr Penn Gorgan (épisode 11)
- Marguerite Moreau (VF : Marjorie Frantz) : Lisa Bristow (épisode 12)
- Brad Rowe (VF : Damien Boisseau) : Hugh Bristow (épisode 12)
- Logan Bartholomew (en) (VF : Donald Reignoux) : Ray Peters (épisode 14)
- Eric Johnson (VF : Axel Kiener) : Gordon Pike (épisode 14)
- Abigail Spencer : Cindy Brown (épisode 14)
- Mary J. Blige : Jackie Boyd (épisode 15)
- Jessy Schram (VF : Marie-Eugénie Maréchal) : Rana Thomas (épisode 15)
- Madeline Zima : Maddy Strom (épisode 15)
- Bre Blair : Lynn Cooper (épisode 16)
- Shawn Christian : Wyatt Jenkins (épisode 16)
- Josie Davis : Sally Jenkins (épisode 16)
- Chad Donella (VF : Thierry Ragueneau) : Randy Cooper (épisodes 16 et 20)
- Brian J. White : l’officier Barrett (épisodes 16 et 18)
- Curtis Armstrong (VF : Jean-Claude Donda) : Harold, le médecin légiste (épisode 17)
- Jamie Bamber (VF : Mathias Kozlowski) : Bryan Curtis (épisode 17)
- Dan Byrd (VF : Donald Reignoux) : Jason Bennett (épisode 17)
- David Giuntoli : Rick (épisode 17)
- Jenna Boyd (VF : Kelly Marot) : Julie Parker (épisode 18)
- Lisa Waltz (VF : Maïté Monceau) : Heather, la mère biologique de Julie (épisode 18)
- Kathleen Wilhoite (VF : Odile Schmitt) : Valerie Parker (épisode 18)
- Bruce A. Young (VF : Thierry Desroses) : Chad West (épisode 19)
- Julian Sands (VF : Thierry Ragueneau) : Ethan Clark (épisodes 21 et 22)
- David Ramsey (VF : Axel Kiener) : Will Bennett (épisode 2)
- Rachel Shelley (VF : Vanina Pradier puis Stéphanie Lafforgue) : Kate Payne (épisodes 14 et 20)
- Madeline Zima : Maddy Strom (épisode 15)
- Ignacio Serricchio (VF : Anatole de Bodinat) : Gabriel Lawrence (épisodes 20 à 22)
- June Squibb (VF : Paule Emanuele) : Grand-Mère Mary Ann (épisode 22)

## Épisodes

### Épisode 1:Un Amour Eternel
- États-Unis /  Canada : 22 septembre 2006 sur CBS / CTV[1]
- France : 15 décembre 2007 sur TF1

- États-Unis : 10,33 millions de téléspectateurs[2] (première diffusion)
- Canada : 1,497 million de téléspectateurs[3] (première diffusion)

- Aisha Tyler (Andrea Moreno)
- Jay Mohr (Professeur Rick Payne)
- Douglas Bierman (Homme Hilare)
- Gregg Daniel (Prêtre)
- David Douglas (Ray)
- George Hertzberg (Journaliste)
- Michael Landes (Kyle McCall)
- Jay Powell (Bob)
- Anthony Russell (Pete)
- John Walcutt (Wide Brim)
- Dondré.Whitfield (Mitch Moreno)

### Épisode 2:L'Amour ne meurt jamais
- États-Unis /  Canada : 29 septembre 2006 sur CBS / CTV
- France : 15 décembre 2007 sur TF1

- États-Unis : 9,73 millions de téléspectateurs[4] (première diffusion)
- Canada : 1,508 million de téléspectateurs[5] (première diffusion)

- Tyler Patrick Jones (Ned Banks)
- Marcus Ashley (Michael Ellis)
- Lacey Chabert (Donna Ellis)
- Greg Cipes (Jamey Barton)
- Brian Dunkleman (Jenson)
- Kaesha Kapur (Janey)
- Michael Landes (Kyle McCall)
- David Ramsey (Will Bennett)

### Épisode 3:Entre deux eaux
- États-Unis /  Canada : 6 octobre 2006 sur CBS / CTV
- France : 5 janvier 2008 sur TF1

- États-Unis : 9,77 millions de téléspectateurs[6] (première diffusion)
- Canada : 1,502 million de téléspectateurs[7] (première diffusion)

- Nynno Ahli (Jordan Wright)
- Nick Chinlund (Frank Morrison)
- Patricia De Leon (Agent de Police)
- Grace Fulton (Melinda, jeune)
- Miles Heizer (Jake Morrison)
- Judith Hoag (Angela Morrison)
- Tamala Jones (Amy Wright)
- Tatum McCann (Emily Morrison)

### Épisode 4:Fantôme intérieur
- États-Unis /  Canada : 13 octobre 2006 sur CBS / CTV
- France : 5 janvier 2008 sur TF1

- États-Unis : 10,18 millions de téléspectateurs[8] (première diffusion)
- Canada : 1,469 million de téléspectateurs[9] (première diffusion)

- Jay Mohr (Professeur Rick Payne)
- Tyler Patrick Jones (Ned Banks)
- L. Scott Caldwell (Liz)
- Melissa De Sousa (Christine Nelson)
- Roma Maffia (Dr Hillary Sloan)
- Kirsten Roeters (Colleen)
- Kevin Weisman (Dennis Hightower)

### Épisode 5:Le Dernier Repos
- États-Unis /  Canada : 20 octobre 2006 sur CBS / CTV
- France : 19 janvier 2008 sur TF1

- États-Unis : 10,27 millions de téléspectateurs[10] (première diffusion)
- Canada : 1,238 million de téléspectateurs[11] (première diffusion)

- Daisy Eagan (Drew Godfrey)
- Peter Friedman (Steve Burris)
- Wendy Gazelle (Shelby Burris)
- Lou Glenn (Homme en sang)
- Harriet Sansom Harris (Le Fantôme de Delia)
- Wendy Makkena (Jean Godfrey)
- David Paymer (Adam Godfrey)
- Todd Sherry (Beau Garçon)

### Épisode 6:La Femme de ses rêves
- États-Unis /  Canada : 27 octobre 2006 sur CBS / CTV
- France : 26 janvier 2008 sur TF1

- États-Unis : 10,88 millions de téléspectateurs[12] (première diffusion)
- Canada : 1,366 million de téléspectateurs[13] (première diffusion)

- Jay Mohr (Professeur Rick Payne)
- Thomas F. Wilson (Tim Flaherty)
- John Eric Bentley (Ritchie Peterson)
- Tom Beyer (Homme)
- Andrea Bogart (Linda Kaminski)
- Talon Aiden Hunt (Jim, jeune)
- Debi Mazar (Josie)
- Maitland McConnell (Eva, jeune)
- Cindy Pickett (Mary-Beth Kaminski)
- Markie Post (Diana Lester)
- Marco Sanchez (Freddy Diaz)
- Amanda Tosch (Eva Turner / Kaminski)

### Épisode 7:Telle mère, telle fille
- États-Unis /  Canada : 3 novembre 2006 sur CBS / CTV
- France : 2 février 2008 sur TF1

- États-Unis : 11,12 millions de téléspectateurs[14] (première diffusion)
- Canada : 1,506 million de téléspectateurs[15] (première diffusion)

- Samantha Beaulieu (Cliente)
- Elizabeth Bennett (Maman)
- Lindy Booth (Lane Fowler)
- Robert Curtis Brown (Brad Fowler)
- Scott Holroyd (Todd Kern)
- John Nielsen (Andy Rieser)
- Bess Wohl (Anna Fowler)
- Nicolette Collier (Lane, jeune)

### Épisode 8:Tout feu, tout flamme
- États-Unis /  Canada : 10 novembre 2006 sur CBS / CTV
- France : 9 février 2008 sur TF1

- États-Unis : 11,46 millions de téléspectateurs[16] (première diffusion)
- Canada : 1,32 million de téléspectateurs[17] (première diffusion)

- Jay Mohr (Professeur Rick Payne)
- Alexandra Chun (Lilly Chen)
- Jason Gedrick (Jesse Sutton)
- Tim Kang (Warren Chen (Le Fantôme en feu))
- Marc Raducci (Noah)
- Marco Sanchez (Freddy Diaz)
- Beverly Todd (Sheri Powell)
- Time Winters (James Sutherland)
- Robert Chester Smith (Ken)

### Épisode 9:L’Œuvre inachevée
- États-Unis /  Canada : 17 novembre 2006 sur CBS / CTV
- France : 9 février 2008 sur TF1

- États-Unis : 10,13 millions de téléspectateurs[18] (première diffusion)
- Canada : 1,304 million de téléspectateurs[19] (première diffusion)

- Jay Mohr (Professeur Rick Payne)
- Tyler Patrick Jones (Ned Banks)
- JC Chasez (Samson)
- Neil Hopkins (Brandon Roth)
- Susane E. Lee (Assistante)
- Fredric Lehne (Charlie)
- John Paul Pitoc (Jared)
- Three Days Grace (eux-mêmes)
- Judy Tylor (Sandy)
- Norbert Weisser (Patrick)

### Épisode 10:Le Champion
- États-Unis : 24 novembre 2006 sur CBS
- France : 12 février 2008 sur TF1

- Tyler Patrick Jones (Ned Banks)
- Max Adler (Craig)
- Nathan Dana Aldrich (Docteur)
- Mehcad Brooks (Justin Cotter)
- Haran Jackson (Sean)
- John Mese (John Heath)
- Jeremy Roenick (Assistant de l'entraineur)
- Jean St. James (Betty)
- Zack Stewart (3e joueur)
- Michael Waltman (Ricky)
- Vernee Watson-Johnson (Traci Cotter)
- Christopher Wiehl (Matt Vonner (le fantôme))
- Jacqueline Wright (Heather)

### Épisode 11:Dans la chaleur de la jungle
- États-Unis /  Canada : 15 décembre 2006 sur CBS / CTV
- France : 16 février 2008 sur TF1

- États-Unis : 9,66 millions de téléspectateurs[21] (première diffusion)
- Canada : 1,054 million de téléspectateurs[22] (première diffusion)

- Jay Mohr (Professeur Rick Payne)
- Reed Diamond (Dr Martin Schaer)
- Julie Ann Emery (Dr Penn Gorgan)
- Daniel J. Johnson (Étudiant)

Le fantôme d'un professeur mort lors d'une expédition dans la jungle hante une professeure qui s'avère en fait être son ancienne assistante. Cette dernière jouit des fruits de leur travail commun. 

### Épisode 12:Un être cher
- États-Unis /  Canada : 5 janvier 2007 sur CBS / CTV
- France : 16 février 2008 sur TF1

- États-Unis : 11,18 millions de téléspectateurs[23] (première diffusion)
- Canada : 1,498 million de téléspectateurs[24] (première diffusion)

- Jay Mohr (Professeur Rick Payne)
- Tyler Patrick Jones (Ned Banks)
- Mimi Kuzyk (Janet Bristow)
- Monica McSwain (Debra)
- Marguerite Moreau (Lisa Bristow)
- Brad Rowe (Hugh Bristow)
- William Russ (Bill Bristow)
- Barry Sigismondi (Garde)

### Épisode 13:Une dernière vie
- États-Unis /  Canada : 12 janvier 2007 sur CBS / CTV
- France : 23 février 2008 sur TF1

- États-Unis : 10,44 millions de téléspectateurs[25] (première diffusion)
- Canada : 1,367 million de téléspectateurs[26] (première diffusion)

- Jay Mohr (Professeur Rick Payne)
- Thomas F. Wilson (Tim Flaherty)
- Tamara Braun (Brenda Sanborn)
- Monica Keena (Holly Newman)
- Niklaus Lange (Scott Newman)
- Damien Leake (Docteur Chiles)
- David Clayton Rogers (Eric Sanborn)

### Épisode 14:Sortie de piste
- États-Unis : 2 février 2007 sur CBS
- France : 23 février 2008 sur TF1

- Jay Mohr (Professeur Rick Payne)
- Tyler Patrick Jones (Ned Banks)
- Logan Bartholomew (Ray Peters)
- Eric Johnson (Gordon Pike)
- James O'Shea (Billy)
- Rachel Shelley (Kate Payne)
- Abigail Spencer (Cindy Brown)

### Épisode 15:Les Meilleures Amies
- États-Unis : 9 février 2007 sur CBS
- France : 1er mars 2008 sur TF1

- Madeline Zima (Madison "Maddy" Strom)
- Mary J. Blige (Jackie Boyd)
- Billy Aaron Brown (Curt Kouf)
- Michael Busch (Garçon avec un pantalon large)
- Rhea Lando (Tess Baker)
- Tanya Michelle (Kimberly Allen)
- Michelle Onkingco (Gina Platt)
- Jessy Schram (Rana Thomas)
- Monica Soto (Karen)
- Marcus Toji (Client)
- John Sowinski (Étudiant)

### Épisode 16:Braquage
- États-Unis /  Canada : 16 février 2007 sur CBS / CTV
- France : 1er mars 2008 sur TF1

- États-Unis : 11,35 millions de téléspectateurs[29] (première diffusion)
- Canada : 1,547 million de téléspectateurs[30] (première diffusion)

- Bre Blair (Lynn Cooper)
- Ismael East Carlo (Homme)
- Catherine Christensen (Femme)
- Shawn Christian (Wyatt Jenkins)
- Josie Davis (Sally Jenkins)
- Chad Donella (Randy Cooper)
- Brian J. White (Officier Barrett)

### Épisode 17:Deux en un
- États-Unis : 23 février 2007 sur CBS
- France : 8 mars 2008 sur TF1

- Jay Mohr (Professeur Rick Payne)
- Thomas F. Wilson (Tim Flaherty)
- Curtis Armstrong (Harold, médecin légiste)
- Jamie Bamber (Bryan Curtis)
- Dan Byrd (Jason Bennett)
- David Giuntoli (Rick)
- Nikki McCauley (Jolie Fille)
- Amber Mead (Stephanie)
- Senta Moses (Alyssa Adams)

### Épisode 18:Fille de fantôme
- États-Unis : 30 mars 2007 sur CBS
- France : 8 mars 2008 sur TF1

- Jay Mohr (Professeur Rick Payne)
- John Billingsley (Mike)
- Jenna Boyd (Julie Parker)
- Pat Crawford Brown (Bertha)
- Lisa Darr (Amanda)
- Cesar Millan (lui-même)
- Lenny von Dohlen (Steve Wheeler)
- Lisa Waltz (Heather)
- Brian J. White (Officier Barrett)
- Kathleen Wilhoite (Valérie Parker)
- Irène White (Caissière)

### Épisode 19:Pour l'amour de Délia
- États-Unis /  Canada : 6 avril 2007 sur CBS / CTV
- France : 15 mars 2008 sur TF1

- États-Unis : 9,66 millions de téléspectateurs[33] (première diffusion)
- Canada : 1,316 million de téléspectateurs[34] (première diffusion)

- Tyler Patrick Jones (Ned Banks)
- Thomas F. Wilson (Tim Flaherty)
- Fredric Lehne (Charlie)
- Gil McKinney (Fantôme nu)
- D.W. Moffett (Dale)
- Colby Paul (Grant Powers)
- Michael Toland (Mathew)
- Muse Watson (Milt Charles)
- Bruce A. Young (Chad West)
- Christina J. Chang (Fleuriste)

### Épisode 20:Les Cinq Signes
- États-Unis : 27 avril 2007 sur CBS
- France : 15 mars 2008 sur TF1

- Jay Mohr (Professeur Rick Payne)
- Arielle Byron (Cliente)
- Rachel Cannon (Amy Fields)
- Ken Davitian (Jake Rose)
- Chad E. Donella (Randy)
- Allison McAtee (Mary Jane Rose)
- John Paul Pitoc (Jared)
- Scott Allen Rinker (Reggie)
- Ignacio Serricchio (Gabriel Rance)
- Rachel Shelley (Kate Payne)
- Robert Chester Smith (Directeur des pompes funèbres)
- Rich Topol (James Sutherland)
- Warren Christie (Fantôme en moto)

### Épisode 21:Prophéties
- États-Unis : 4 mai 2007 sur CBS
- France : 22 mars 2008 sur TF1

- Jay Mohr (Professeur Rick Payne)
- Tyler Patrick Jones (Ned Banks)
- Thomas F. Wilson (Tim Flaherty)
- Alex Daniels (Chauffeur)
- Mario Di Donato (Homme Italien)
- Alisa Gerstein (Elana Petrova)
- Julian Sands (Ethan Clark)
- Davide Schiavone (Stefano Donato)
- Ignacio Serricchio (Gabriel)
- Jeremy Shada (Liam Fletcher)
- Vivian Wu (Fantôme prophétique)
- Kathleen Gati (Mère d'Elena)

### Épisode 22:Le 11 mai
- États-Unis : 11 mai 2007 sur CBS
- France : 22 mars 2008 sur TF1

- Jay Mohr (Professeur Rick Payne)
- June Squibb (Grand-mère de Melinda)
- Kyle Chavarria (Kristen Filbert)
- Dee Freeman (Préposée au poste fantôme)
- Grace Fulton (Melinda, enfant)
- Alisa Gerstein (Elana Petrova)
- Tim Guinee (Charlie Filbert)
- Mike Hagerty (Maire Millio)
- Jenny Levine (Jane Hargrove)
- Charles Mesure (Le Messager)
- Julian Sands (Ethan Clark)
- Davide Schiavone (Stefano Donato)
- Ignacio Serricchio (Gabriel)
- Jeremy Shada (Liam Fletcher)
- Jane Wall (Karen)
- Vivian Wu (Fantôme prophétique)
- Mark Hapka (Fantôme confus)